# Phytomyza aposeridis
Phytomyza aposeridis är en tvåvingeart som beskrevs av Franz Groschke 1957. Phytomyza aposeridis ingår i släktet Phytomyza och familjen minerarflugor.
Artens utbredningsområde är Tyskland. Inga underarter finns listade i Catalogue of Life.